# じんじんcafe
『じんじんcafé』（じんじんカフェ）は、2014年10月19日から青森テレビで放送されている情報番組である。放送時間は毎月第3日曜 11:00 - 11:30 （日本標準時）。
コンセプトは「知っているとちょっと得をする情報をゆる〜くお伝えする番組」。

## MC
- 池田麻美
- 小島祐希

## コーナー
じんじんcafé○○の使い方
普段使っているものを別の用途でも使うコーナー。初回では「サンドイッチプレートの別の使い方」を紹介していた。
今月おすすめ!ムービーチェック
池田と小島それぞれのおすすめ映画を紹介するコーナー。このコーナーで紹介された映画の入場チケットのプレゼントがある。
イベント情報
司会の二人や、メールの投稿からお勧めイベントの紹介を行う。
おすすめ番組の紹介
青森テレビで放送されている番組を紹介するコーナー。